# Carl Vogt
August Christoph Carl Vogt, född 5 juli 1817 i Giessen, död 5 maj 1895 i Genève, var en tysk zoolog, paleontolog och politiker. Han var systerson till Adolf Ludwig och Karl Follen.

## Biografi
Vogt blev 1847 professor vid Giessens universitet. Sedan han 1849 blivit avsatt från denna befattning, befordrades han 1852 till professor i geologi, sedermera även i zoologi vid universitetet i Genève. Han utgav ett stort antal såväl rent vetenskapliga som populära arbeten. Bland de förra förtjänar särskilt att nämnas Histoire naturelle des poissons d'eau douce de l'Europe centrale (1839–1845; tillsammans med Louis Agassiz), Untersuchungen über die Entwìckelung der Geburtshelferkröte (1842), Lehrbuch der praktischen vergleichenden Anatomie (två band, 1885–1894). Mycket använda var även hans Lehrbuch der Geologie und Petrefaktenkunde (två band, 1846; fjärde upplagan 1879) och Die Säugethiere in Wort und Bild (1883). Han var en bland de första naturforskarna, som stödde evolutionsteorin, och genom på skilda orter hållna föredrag och många, ofta starkt polemiskt färgade skrifter bidrog han mycket till denna teoris spridning.
Även på det politiska området spelade Vogt en på sin tid mycket bemärkt roll. Redan 1835, medan han studerade på Justus von Liebigs laboratorium, tvingades han, emedan han räddat en politiskt misstänkt vän från att bli arresterad, fly för att ej råka ut för "Mainz-undersökningskommissionen". Han valdes till ledamot av Frankfurtparlamentet, där han tillhörde den i "Deutscher Hof" sammanträdande fraktionen av vänstern och var omväxlande med Robert Blum denna fraktions ledare. Efter parlamentets överflyttning till Stuttgart invaldes Vogt i "Reichsregentschaft". Efter Rumpparlamentets sprängning (1849) flydde han under många äventyr och mödor till Bern. I Genève var han till några år före sin död medlem i Stora rådet.